# Carlo Felice Bianchi Anderloni
Pour les articles homonymes, voir Anderloni.
Carlo Felice Bianchi "Cici" Anderloni, né le 7 avril 1916 à Milan et décédé le 7 août 2003, était un designer automobile italien connu pour plusieurs designs pour la société Carrozzeria Touring Superleggera. 

## Biographie
Après des études à l'École polytechnique de Milan dont il sort diplômé en 1940, il rejoint son père Felice Bianchi Anderloni (1882-1949) dans sa société Carrozzeria Touring Superleggera en 1944, et dirige ensuite les activités de conception et de production après la mort de son père en 1949. Il a d'abord été impliqué dans le coupé Alfa Romeo 6C 2500 SS (1949) et la Ferrari 166 S (en carrosserie barchetta). La société est abandonnée en 1966 et Anderloni rejoint alors Alfa Romeo en tant que conseiller et plus tard en tant que designer. Il est impliqué dans l'Associazione Italiana per la Storia dell'Automobile, et participe fréquemment en tant que juge aux expositions Concorso d'Eleganza Villa d'Este et dirige le registre Touring à partir de 1995. 

## Littérature
- Giacomo Tavoletti, Il signor Touring: Carlo Felice Bianchi Anderloni (Automobilia, 2004)